# Phalcoboenus
Phalcoboenus és un gènere d'ocells rapinyaires de la família dels falcònids (Falconidae). Aquests caracaràs habiten a la llarga dels Andes fins al sud de l'Argentina i Xile, i a les illes Malvines.

## Taxonomia
Segons la classificació del Congrés Ornitològic Internacional (versió 12.2, 2022) aquest gènere conté 4 espècies:
- caracarà gorjablanc (Phalcoboenus albogularis).
- caracarà austral (Phalcoboenus australis).
- caracarà carunculat (Phalcoboenus carunculatus).
- caracarà andí (Phalcoboenus megalopterus).

Tanmateix, altres obres taxonòmiques, com el Handook of the Birds of the World i la quarta versió de la BirdLife International Checklist of the birds of the world (Desembre 2019), consideren que Phalcoboenus té 5 espècies, car classifiquen el caracarà ximango dins d'aquest gènere.